# Avicenna Bay
Die Avicenna Bay ist eine kleine Bucht an der Ostküste der Brabant-Insel im Palmer-Archipel vor der Westküste des antarktischen Grahamlands. Sie liegt 2,5 km südwestlich des Kap d’Ursel.
Grob kartiert wurde sie bei der Belgica-Expedition (1897–1899) unter der Leitung des belgischen Polarforschers Adrien de Gerlache de Gomery. 1959 erfolgte die Kartierung anhand von Luftaufnahmen, die durch die Hunting Aerosurveys Ltd. zwischen 1956 und 1957 entstanden. Das UK Antarctic Place-Names Committee benannte sie nach dem persischen Arzt und Universalgelehrten Avicenna (980–1037).